# Parafia Narodzenia Najświętszej Maryi Panny w Złockiem
Parafia Narodzenia Najświętszej Maryi Panny w Złockiem – parafia rzymskokatolicka, znajdująca się w diecezji tarnowskiej, w dekanacie Krynica-Zdrój.
Na terenie parafii funkcjonują kościoły filialne w dawnych cerkwiach w Jastrzębiku i Szczawniku.
Od 2020 proboszczem parafii jest ks. Maciej Sidor.

## Galeria

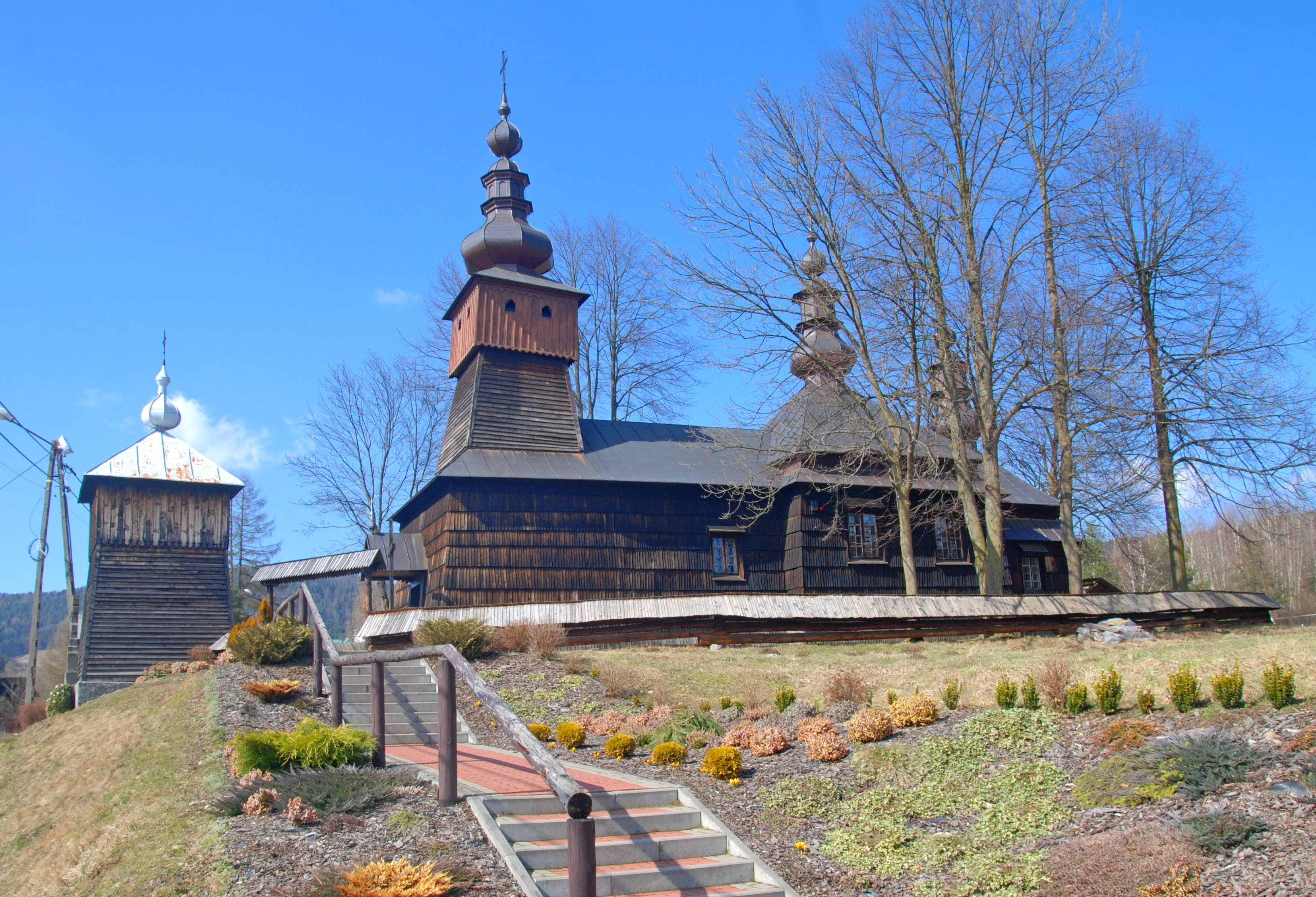
Dawna cerkiew w Jastrzębiku
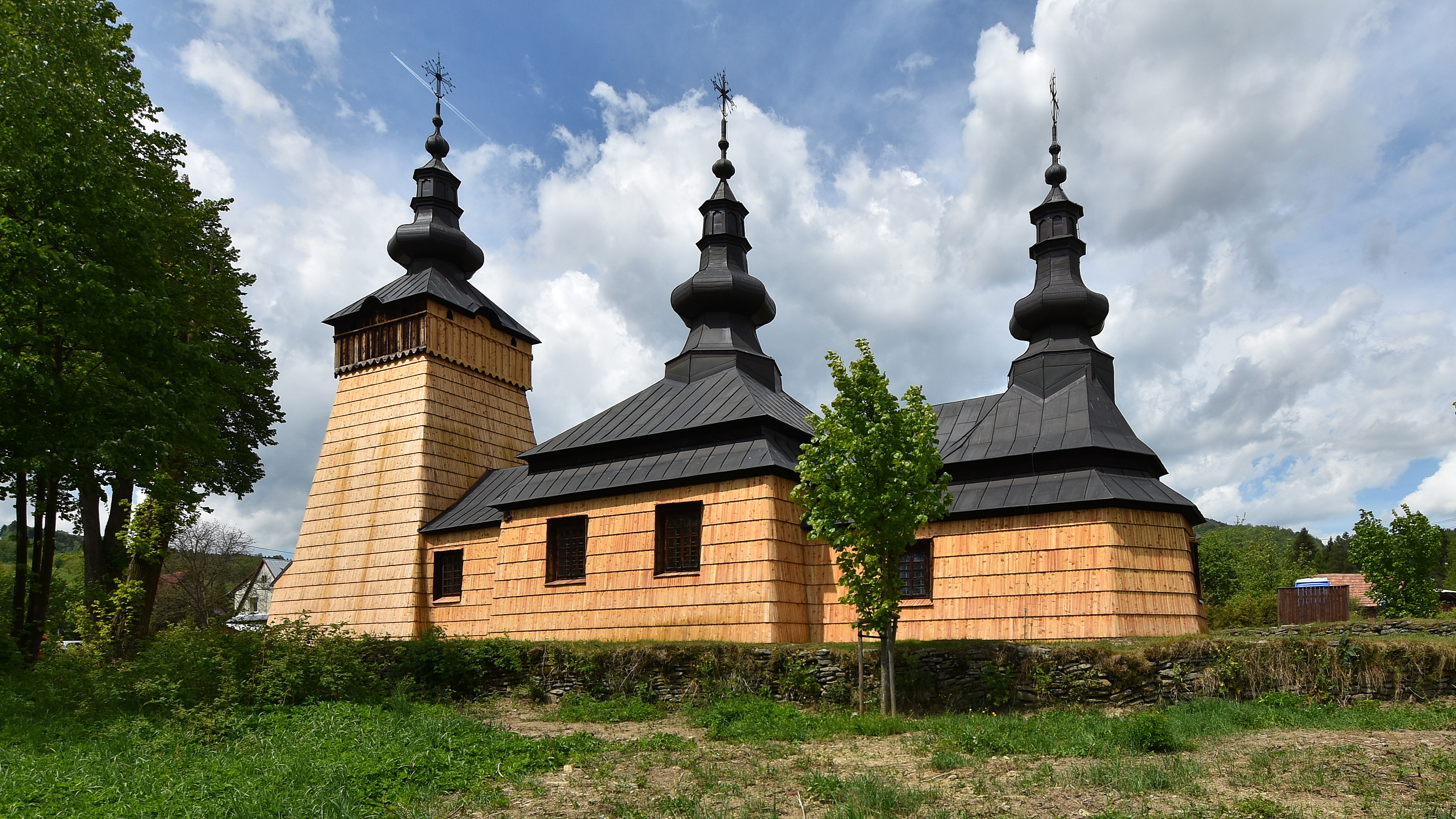
Dawna cerkiew w Szczawniku